# Brigitte Renner
Brigitte Renner (* 8. August 1925 in Gotha; † 5. Dezember 2022 in   Weimar) war eine deutsche Schauspielerin.

## Leben
Brigitte Renner, geb. Volkland, war Tochter von Walter Volkland, Stadtbaumeister von Gotha, und seiner Ehefrau Lilly, geb. Duve. Ab 1945 stand Renner auf verschiedenen Bühnen in der DDR, unter anderem in Chemnitz, Halberstadt, Eisenach und Dessau, bis eine schwere Operation sie zur Pause zwang. Danach war sie freiberuflich mit Soloauftritten als Sprecherin tätig und führte durch das Programm von Konzerten mit Sängern, Kammermusikorchestern und Chören. Seit 1993 lebte Brigitte Renner in einem Altersstift für Bühnenkünstler in Weimar.
Ihre Rolle als Insassin Margarethe „Mutz“ Korsch in der Fernsehserie Hinter Gittern – Der Frauenknast war von 1997 bis 2000 ihre erste und auch letzte große Fernsehrolle. Im Jahr 2000 war sie noch als Klara Nilsson in Gute Zeiten, schlechte Zeiten zu sehen. Wegen eines Rückenleidens musste sie bei Hinter Gittern aufhören, doch die Operation verlief erfolgreich. Nach ihrem Ausstieg aus der Serie war sie dort in zwei Folgen im Jahre 2000 bzw. 2002 in einer Gastrolle zu sehen. Zuletzt sah man Brigitte Renner 2005 in der TV-Produktion Die schönsten Jahre.

## Filmografie
- 1997: Polizeiruf 110: Der Tausch (TV-Reihe)
- 1997–2002: Hinter Gittern – Der Frauenknast (TV-Serie, 65 Folgen)
- 2000: Gute Zeiten, schlechte Zeiten (TV-Serie)
- 2005: Die schönsten Jahre (TV)